# Championnat de France féminin de handball 1997-1998
Navigation
Saison 1996-1997 Saison 1998-1999
Le championnat de France féminin de handball 1997-1998 est la quarante-septième édition de cette compétition. Le championnat de Division 1 est le plus haut niveau du championnat de France de ce sport. Neuf clubs participent à la compétition pour laquelle le système de play-off/play-down est abandonné. 
À la fin de la saison, l'ES Besançon est désigné champion de France, pour la deuxième fois de son histoire, devant l'ASPTT Metz.
En bas du classement, le Stade béthunois BL est parvenu à se maintenir en barrages face Toulon tandis que HBC Kingersheim et SA Mérignac sont relégués.

## Clubs participants
Les dix clubs participants à l'édition 1997-1998 sont les suivants,
1er - ASPTT Metz (tenant du titre)
2e - ES Besançon
3e - ASUL Vaulx-en-Velin
4e - US Mios
5e - SA Mérignac
6e - Sun A.L. Bouillargues
7e - Stade français Issy-les-Moulineaux
8e - Stade béthunois BL
1er D2 - HBC Nîmes (promu)
2e D2 - HBC Kingersheim (promu)

## Effectif du champion de France
L'effectif de l'ES Besançon, champion de France, était :
Gardiennes de but
- Christelle Echilley
- Valérie Nicolas
- Élise Voirin

Joueuses de champ
- Alexandra Castioni
- Émilie Delattre
- Stéphanie Fiossonangaye
- Marie-Ange Gogbé
- Aurélie Grosjean
- Sandrine Mariot
- Pascaline Mariot
- Lucile Mariot
- Malika Mouhoub
- Émilie Moulins
- Aurélie Paris
- Laetitia Pierrot
- Véronique Pecqueux
- Florence Sauval
- Claire Schmitt
- Raphaëlle Tervel
- Felicia Zaninetta

Entraîneur
- Christophe Maréchal et Joëlle Demouge

## Bilan
| Rang   | Club                               | Commentaire                                                                           |
| ------ | ---------------------------------- | ------------------------------------------------------------------------------------- |
| 1er    | ES Besançon                        | Champion de France et qualifié en Ligue des champions (C1)                            |
| 2e     | ASPTT Metz                         | Tenant du titre, vainqueur de la Coupe de France et qualifié en Coupe des coupes (C2) |
| 3e     | ASUL Vaulx-en-Velin                | Qualifié en Coupe de l'EHF (C3)                                                       |
| 4e     | HBC Nîmes                          | Promu en début de saison, qualifié en Coupe des Villes (C4)                           |
| 5 à 8e | US Mios                            | -                                                                                     |
| 5 à 8e | Sun A.L. Bouillargues              | -                                                                                     |
| 5 à 8e | Stade français Issy-les-Moulineaux | -                                                                                     |
| 5 à 8e | Stade béthunois BL                 | -                                                                                     |
| 9e     | SA Mérignac                        | Relégué                                                                               |
| 10e    | HBC Kingersheim                    | Promu en début de saison et relégué                                                   |

Le club barragiste (8e) n'est pas connu.

## Statistiques
Classement des meilleures marqueuses en saison régulière